# Razvjazka
Razvjazka (Развязка) è un film del 1969 diretto da Nikolaj Vasil'evič Rozancev.